# Ivan Moscovich
Ivan Moscovich (* 14. Juni 1926 in Novi Sad; † 21. April 2023) war ein israelischer Designer und Entwickler von Puzzles, Spielen, Spielzeugen und Lernhilfen. Er hat viele Bücher geschrieben und war in der Spielzeugindustrie als Erfinder international anerkannt.

## Biographie
Ivan Moscovich wurde als Sohn jüdisch-ungarischer Eltern am 14. Juni 1926 in Novi Sad in der Vojvodina (damals Jugoslawien) geboren. Moscovichs Vater war von Beruf Maler, eröffnete aber ein Photo-Studio, welches er nach seinem Sohn „Photo Ivan“ benannte. Er war auch als Industriedesigner bekannt. Moscovich wuchs in behüteten Mittelklasse-Verhältnissen auf.
Im Januar 1942 fiel Moscovichs Vater dem Massaker von Novi Sad zum Opfer. Er starb im Alter von 44 Jahren. 1943 wurden Teile der Vojvodina von den Deutschen besetzt. Moscovich wurde im Alter von 17 Jahren zusammen mit seiner Mutter und seinen Großeltern nach Auschwitz deportiert.  Während seine Mutter in Auschwitz blieb, wurde Moscovich nach Wustegiersdorf gebracht, einem Arbeitslager in der Nähe, wo er Schienen verlegen musste.
Nach der Evakuierung von Auschwitz im Januar 1945 wurde er gezwungen, zusammen mit 60.000 Gefangenen nach Bergen-Belsen zu marschieren. Dort meldete sich Moscovich zusammen mit 500 Gefangenen für einen Arbeitseinsatz.
Die Aufgabe der Gruppe bestand darin, zerstörte Waggons im  Bahnhof von Hildesheim von den Gleisen zu räumen.
Manche Gefangene fanden Lebensmittel in den Waggons vor, von denen sie sich ernähren konnten. Am 22. März 1945 wurde Hildesheim bombardiert, wobei Gefangene und Bewacher verwundet wurden. Die Gefangenen mussten die Leichen zur Identifizierung zusammentragen und dann zum Gefangenenlager in Hannover-Ahlem marschieren. Die Gefangenen arbeiteten dort in einer Asbest-Mine, die in ein Munitionsdepot umgebaut werden sollte. Am 6. April 1945 wurde Hannover-Ahlem evakuiert, und Moscovich und die Häftlinge mussten nach Bergen-Belsen zurückmarschieren. Er beschreibt die letzten Tage in Bergen-Belsen als „das Äußerste an menschlichem Elend, Leid, Herabwürdigung, Tod und Erniedrigung.“
Am 15. April 1945 befreiten britische Soldaten das KZ Bergen-Belsen. Moscovich, der vier Konzentrationslager und zwei Arbeitslager überlebt hatte, wurde zur Erholung nach Schweden geschickt, bevor er nach Hause zurückkehrte. Dort traf er seine Mutter, die von US-Truppen aus dem KZ Mauthausen befreit worden war.

## Leben nach dem Zweiten Weltkrieg (1945–heute)
Moscovich bekam seinen ersten Arbeitsplatz in Jugoslawien. Ein Freund in Titos Verkehrsministerium bot ihm eine Stelle an, bei der es um die Reparatur des Schienennetzes ging, das während des Krieges beschädigt worden war.
Moscovich hatte eine Gruppe von 50 deutschen Kriegsgefangenen unter sich, darunter einige hochrangige deutsche Offiziere sowie einfache Soldaten aus der Wehrmacht und der SS. Erst dachte Moscovich daran, Rache zu üben, dann entschied er sich dafür, ihre Rationen zu erhöhen, um ihre Produktivität zu verbessern. Er erzählte ihnen nicht, dass er ein Überlebender der Lager war. Während dieser Zeit wurde Moscovich von Tito ein Orden verliehen. Nach sechs Monaten wurden die Arbeiter entlassen.
Nach Beendigung seines Universitätsstudiums im Fach Maschinenbau an der Universität Belgrad emigrierte er nach Israel, wo er als wissenschaftlicher Entwickler mit dem Design von Lehrmaterial, Lernhilfen und pädagogischen Spielen betraut war. Dort war er auch als Forscher für das Verteidigungsministerium tätig.
Er arbeitete u. a. für Fat Brain Toys und für den Spielzeughersteller Mattel.
Von 1986 bis 2002 wohnte Moscovich in London, danach zog er nach Nijmegen, wo er noch heute lebt.

## Autor
Moscovich war Autor verschiedener Bücher auf den Gebieten Wissenschaft, Mathematik und Kunst. Seine Denksport-Reihe wurde in 12 Sprachen übersetzt. Seine 1000 PlayThinks wurden Bestseller. Laut Goodreads hat er 45 verschiedene Werke publiziert.

## Künstler
Moscovichs kinetische Kunst und andere Kunstwerke sind in Ausstellungen am Institute of Contemporary Arts (1968), dem Internationalen Design Zentrum Berlin und dem Museo de Arte Moderno in Mexiko-Stadt gezeigt worden. Für seine Computer-Kunstwerke und seinen patentierten Harmonograph, einen analogen Computer, der als Maschine „Kunstwerke“ produziert, wurden ihm viele Preise verliehen.

## DasMuseum of Science and Technology
1958 schlug Moscovich die Errichtung eines Wissenschaftsmuseums in Israel vor. Er ist Gründer und späterer Direktor des Museum of Science and Technology in Tel Aviv. Das Museum wurde 1964 in provisorischen Gebäuden eröffnet, wurde aber schon Ende der 1970er-Jahre wieder geschlossen. Das Museum war ein interaktives Museum und stellt eine Vielzahl von Mitmachobjekten und interaktiven Ausstellungsstücken in den Bereichen Wissenschaft, Mathematik und Kunst zur Verfügung. Frank Oppenheimer besuchte das Wissenschaftsmuseum in Tel Aviv im Jahre 1965 und verwendete später verschiedene Designs und Ausstellungsstücke von Moscovich in seinem Exploratorium in San Francisco, das 1969 eröffnet wurde.

## Publikationen
- The Puzzleman – der Rätselmann. Autobiografie; Übersetzung aus dem Englischen von Nicholas Yantian, Hannover: Wehrhahn 2018, ISBN 978-3-86525-808-3
- Gehirnjogging: Denksport für Jung und Alt. Potsdam: 7Hill 2010, ISBN 978-3-8331-5927-5
- Brainmathics – Definitiv logische Rätsel. ullmann-publishing.com 2009, ISBN 978-3-8331-5361-7
- Formenrätsel. Übers. aus dem Engl. Tom Werneck. Köln: Fleurus 2007, ISBN 978-3-89717-474-0
- Kopfnüsse. Übers. aus dem Engl. Heike Mewes. Köln: Fleurus 2007, ISBN 978-3-89717-450-4
- Noch mehr Brain Games: Denkspiele aus Wissenschaft, Natur & Technik. Übers.: Heike Brühl und Birgit Lamerz-Beckschäfer. Königswinter: Ullmann  2007, ISBN 978-3-8331-4024-2
- Über 500 Brain Games: Denkspiele aus Wissenschaft, Natur & Technik. Übers. Cornelia Panzacchi. Königswinter: Ullmann 2007, ISBN 978-3-8331-4058-7
- Logo? Logo!. Verflixte dreidimensionale Denkspiele Ars Edition München 1998, ISBN 978-3-7607-1733-3
- Verblüffende Spiegeleffekte. München: Ars Edition 1998, ISBN 978-3-7607-5568-7
- Denkspiele mit dem Zufall Mosaik Verlag 1987, ISBN 978-3-570-08729-9
- Geometrie als Spiel oder der Satz des Pythagoras. Übers.: Wolfgang Riehl. Otto Maier Verlag, Ravensburg 1984, ISBN 978-3-473-44003-0